# USS Razorback (SS-394)
El USS Razorback (SS-394) fue un submarino clase Balao de la Armada de los Estados Unidos. Fue vendido a Turquía, donde prestó servicios entre 1970 y 2001 como TCG Murat Reis (S-336).
Su construcción, en el Portsmouth Navy Yard en Kittery, Maine, inició el 9 de septiembre de 1943. Fue botado el 27 de enero de 1944 y fue puesto en servicio el 3 de abril de 1944.
Tenía un desplazamiento estándar de 1840 toneladas, mientras que sumergido desplazaba 2445 toneladas. Tenía una eslora de 93,2 m, una manga de 8,2 m y un calado de 5,2 m. Estaba propulsado por tres motores diésel General Motors que reunían 4800 hp de potencia, y que trabajan en conjunto con dos motores eléctricos de 5400 hp.
Fue transferido a Turquía el 17 de noviembre de 1970, donde fue bautizado «TCG Murat Reis (S-336)». Turquía dio de baja al submarino el 8 de agosto de 2001. Civiles y veteranos de la unidad compraron la nave al Gobierno de Turquía por el precio de chatarra. En 2004, fue remolcado al Arkansas Inland Maritime Museum en North Little Rock, Arkansas.